# NGC 1077
NGC 1077 est une galaxie spirale barrée relativement éloignée et située dans la constellation de Persée. NGC 1077 a été découverte par l'astronome américain Lewis Swift en 1885.

## Caractéristiques
Sa vitesse par rapport au fond diffus cosmologique est de  de 8 754 ± 32 km/s, ce qui correspond à une distance de Hubble de 129,1 ± 9,1 Mpc (∼421 millions d'al).

## Paire de galaxies
La galaxie NGC 1077 forme une paire de galaxies en interaction gravitationnelle avec PGC 10465. Cette dernière est désignée NGC 1077 NED01 sur la base de données NASA/IPAC et NGC 1077B sur le site de SEDS.